# Elton, Greater Manchester
Elton är en stadsdel i Bury, i distriktet Bury, i grevskapet Greater Manchester, i England. Denna ward hade 11 560 invånare år 2021. Elton var en civil parish från 1866 till 1894 då den blev en del av Ramsbottom, Bury, Tottington, Ainsworth och Radcliffe. Denna civil parish hade 12 589 invånare år 1891.